# Scelolophia pappasaria
Scelolophia pappasaria là một loài bướm đêm trong họ Geometridae.